# Moengo
Moengo este un oraș din Surinam.